# لوسیانو کادروس دا سیلوا
لوسیانو کادروس دا سیلوا (به پرتغالی: Luciano Quadros da Silva) دروازه‌بان اهل برزیل است که در شهر پورتو الگره و در تاریخ ۱۰ آوریل ۱۹۷۴ به دنیا آمده‌است.
لوسیانو کادروس دا سیلوا در تیم‌های فوتبال São Caetano، União São João، XV de Novembro، Eastern، Fourway، Kitchee سابقهٔ حضور دارد.